# 웨이코 (미니시리즈)
《웨이코》(Waco)는 2018년 1월 24일부터 2018년 2월 28일까지 파라마운트 네트워크에서 방영된 텔레비전 미니시리즈이다.
1993년 텍사스주 웨이코에서 FBI와 ATF가 데이비드 커레시가 이끄는 다윗교 분파와 51일간 대치했던 웨이코 포위전을 소재로 했다. 결국 수십 명이 사망하는 비극에 이르는 과정을 양측 여러 등장인물들의 시점에서 묘사한다.
한국에서는 2020년 12월 18일 웨이브를 통해 독점 공개되었다.
후속작인 미니시리즈 《웨이코: 애프터매스》(Waco: The Aftermath)가 2023년 4월 15일부터 5월 14일까지 쇼타임에서 방영되었다. 본작의 주요 인물 중 하나를 연기한 마이클 섀넌이 그대로 주인공 격으로 등장한다. 한국에서는 2023년 11월 9일 티빙 '파라마운트+ 브랜드관'을 통해 5화 전편이 공개되었다.

## 출연진

### 주연
- 마이클 섀넌 - 게리 네스너, FBI 인질 협상 전문가 역
- 테일러 키치 - 데이비드 커레시 역
- 앤드리아 라이즈버러 - 주디 슈나이더, 데이비드 커레시의 아내들 중 하나 역
- 폴 스파크스 - 스티브 슈나이더, 주디의 원래 남편인 신도 역
- 로리 컬킨 - 데이비드 티버도, 새 신도가 되는 음악가 역
- 셰이 위검 - 미치 데커, 대치 상황을 감독하는 FBI 요원 역
- 멀리사 버노이스트 - 레이철 커레시, 커레시의 아내들 중 하나 역
- 존 레귀자모 - 제이컵 배스케즈, 다윗교에 위장 침투하는 ATF 요원 역
- 줄리아 가너 - 미셸 존스, 커레시의 아내들 중 하나 역
- 글렌 플레슐러 - 토니 프린스, 게리 네스너의 상사 역

### 조연
- 디모어 반스 - 웨인 마틴, 하버드 법학대학원 출신 변호사인 신도 역
- 어니카 마크스 - 캐시 슈나이더, 신도 역
- 캐머런 맨하임 - 벌렌다 티버도, 데이비드 티버도의 어머니 역
- 에릭 랭 - 론 엥글먼 역
- 일라이 굿먼 - 배리 스키너 역
- 스테퍼니 커트주바 - 캐럴 네스너 역
- 스티븐 컬프 - 제프 저마 역
- 렉스 린 - 딕 디게린 역